# Sperrstelle Etzel

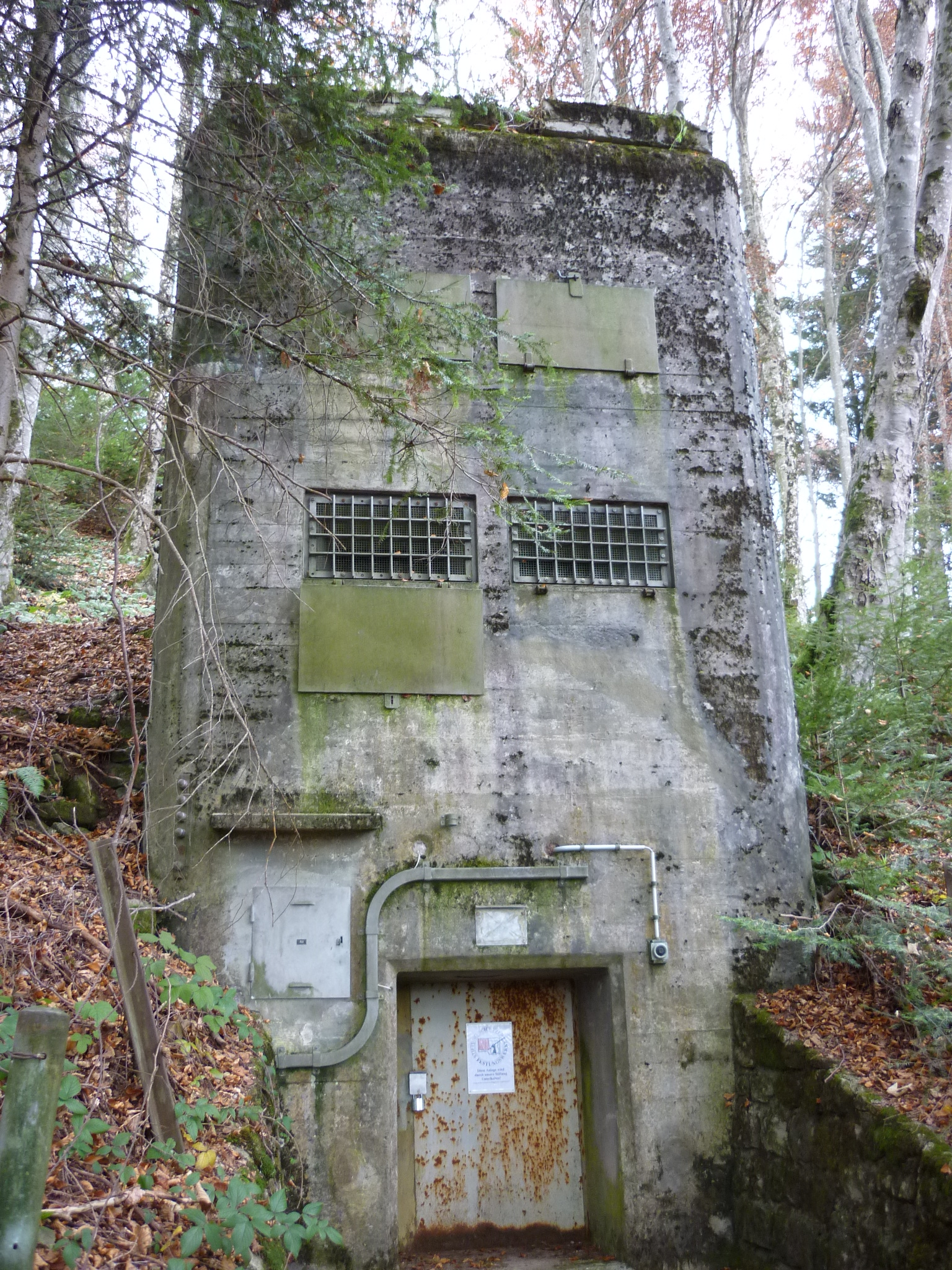
Rückkühlwerk und Notausgang vom Artillerie-Beobachterwerk „Etzel Kulm“, A 7107

Die Sperrstelle Etzel (Armeebezeichnung Nr. 2405) war eine Grenzbefestigung der Schweizer Armee. Sie befindet sich am Reduiteingang im Raum Etzel im Kanton Schwyz. Die Reduitlinie wurde ab 1941 gebaut, gehörte zum Einsatzraum der 7. Division und ab 1947 zur Reduitbrigade 24.
Als einer der Hauptstützpunkte der Reduitnordgrenze gilt die Sperrstelle als militärhistorisches Denkmal von nationaler Bedeutung.

## Geschichte
Die rund 600 Kampfbauten, die von 1939 bis 1945 im Kanton Schwyz erstellt wurden, waren in Sperren und Stützpunkte integriert und je nach Auftrag mit unterschiedlichen Waffentypen ausgerüstet. Die 6. und die 7. Division planten bei gleicher Funktion unterschiedliche Bunkertypen, die meistens von Baumeistern aus der Gegend ausgeführt wurden.
Diese Anlagen sollten im Dispositiv der 6. und 7. Division als Teil des Réduit national einen Stoss durch den voralpinen Teil des Kantons Schwyz in den Talkessel von Schwyz und von dort weiter in Richtung Gotthard verhindern.
Im Januar 1941 erhielt die 7. Division vom 4. Armeekorps den folgenden Auftrag: Sperrt den Zugang zum Wäggithal und deckt das obere Sihltal und den Raum von Einsiedeln mit Schwergewicht am Stützpunkt Etzel. Sperrlinie am Linthkanal und Sicherung am oberen Zürichsee. Die bestehenden Stützpunkte sind auszunützen. Weitere Stützpunkte sind als Rückhalt für die bewegliche Verteidigung an den Höhen zwischen dem oberen Zürichsee und dem obern Sihltal einzurichten.
Die «Kampfgruppe Etzel» (Infanterieregiment 33) erhielt vom Divisionskommandanten Hans Frick folgenden Auftrag: Verwehrt dem Gegner den Zugang in den Sihlseeraum im Abschnitt Etzel-Übergang–Bühl; hält zu diesem Zweck die Linie Nordabfall des Etzelüberganges und des Hohen Etzel–Bacheinschnitt von Bühl durch eine geschlossene und tief gegliederte Verteidigungsfront. Der Etzelübergang selbst und die Kuppe des Hohen Etzel sind als geschlossene Stützpunkte durch Reserven zu halten. Die Sperrstellen Feuerschwand und Raten bildeten den Abschnitt der Reduitgrenze zwischen der Sperrstelle Unterägeri und der Sperrstelle Schindellegi. Die Sperrstelle Etzel bildete den Abschnitt der Reduitgrenze zwischen der Sperrstelle Schindellegi und der «Kampfgruppe Oberegg» sowie der Sperrstelle Wägital («Kampfgruppe Pfiffegg»).
Die Festungsanlagen bestehen aus Strassenbarrikaden, Geländepanzerhindernissen in Form von Tankgraben und Tankmauern, Panzerabwehrbunkern, Maschinengewehrbunkern, Unterständen, Artillerie-Kommandoposten-Kavernen, Artilleriebunkern und permanenten Artilleriegeschützbettungen für die Aufnahme von Feldgeschützen der Kaliber 7,5 cm und 15 cm.
Sie wurden in den Nachkriegsjahren weiterbetrieben und mit neueren Waffentypen ausgerüstet.

## Sperrstelle Etzel
Mit dem Operationsbefehl Nr. 12 vom 17. Juli 1940 zog die Armeeführung einen grossen Teil der Truppen aus dem Vorgelände zurück und setzte sie im schwer zugänglichen Alpenraum (Reduit) ein, wo die deutschen Luft- und Panzerverbände ihre Überlegenheit kaum mehr hätten ausspielen können. Die Nordgrenze des Reduits zog sich entlang der Grenze des Kantons Schwyz, bildete einen Teil der Nordfront dieser Zentralstellung und deckte eine der möglichen Angriffsachsen (Sihl-Schwyz-Gotthard) ab.
Da die deutschen Angriffspläne eine rasche Besetzung der Reduiteingänge durch Luftlandetruppen vorsahen, liess der General diese dauernd durch starke Verbände sichern, die mittels «stiller» Mobilmachung mithilfe von Marschbefehlskarten aufgeboten wurden.
In den Gipfel des Etzels (1096 m ü. M.) wurde eine mehrteilige Beobachtungsanlage eingebaut, mit der das Artilleriefeuer in der Linthebene geleitet werden konnte. Zusätzlich wurde die Überflutung der Linthebene vorbereitet.

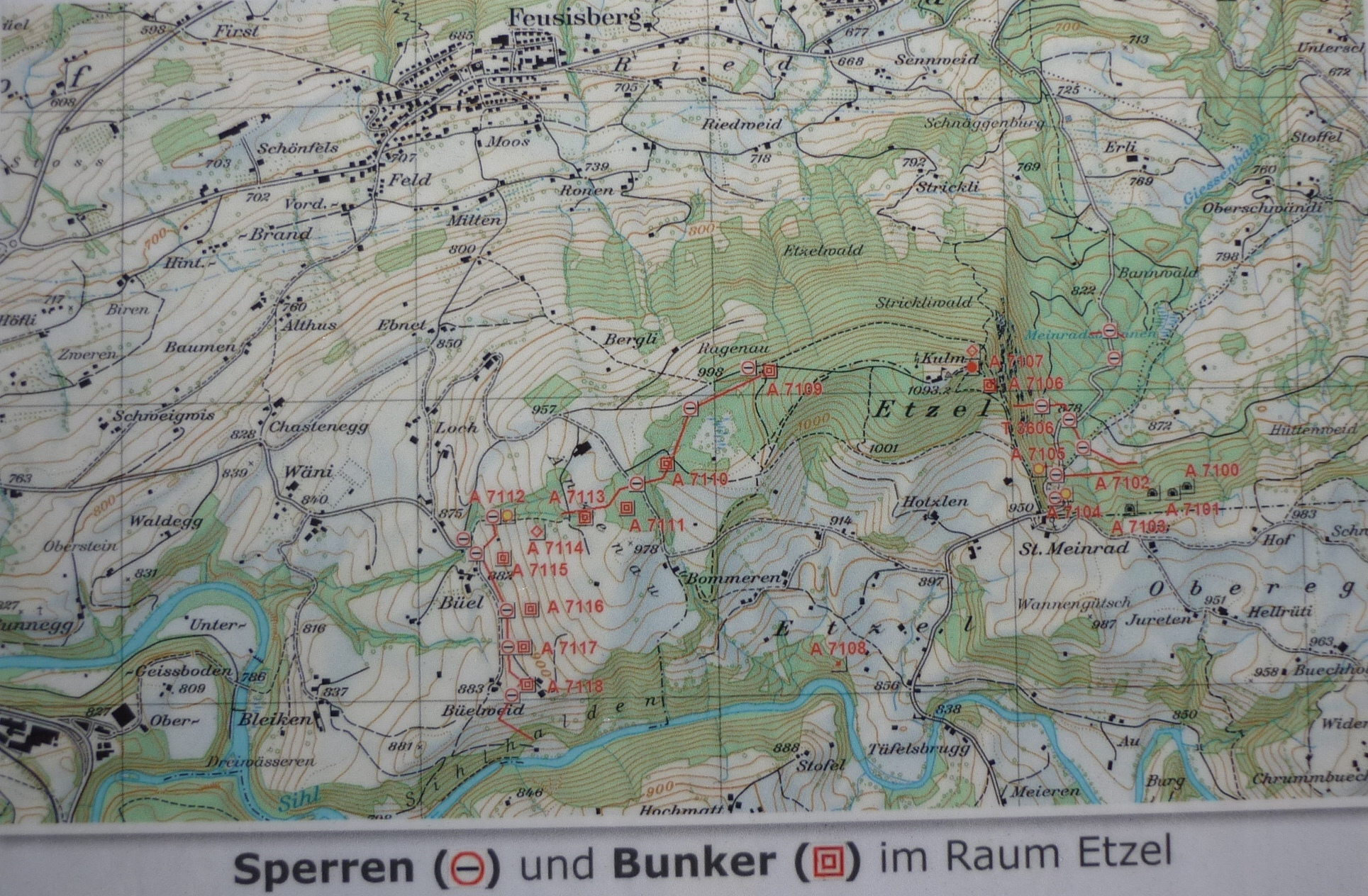
Legende zu den Bunkern im Raum Etzel: A7100-A7103: Halbzug-Unterstände für je 16 Mann, A7104/A7105: Infanteriebunker, A7106: Infanteriewerk/Kommandoposten, A7107: Artilleriebeobachterwerk (3 Bunker, 2 Kavernen), A7108: Telefonzentrale, A7115–A7118: Bunker wurden 1998 abgebrochen

- Unterstand Etzel-Ost 1 A 7100: 16 Mann ⊙
- Unterstand Etzel-Ost 2 A 7101: 16 Mann ⊙
- Unterstand Etzel-Ost 3 A 7102: 16 Mann ⊙
- Unterstand Etzel-Ost 4 A 7103: 16 Mann ⊙
- Infanteriebunker Etzelpass Ost A 7104 ⊙
- Infanteriebunker Etzelpass West A 7105 ⊙
- Infanteriewerk/Regimentskommandoposten KP Etzel-Ost A 7106: 4 Mg-Kasematten ⊙
- Artilleriebeobachterwerk Etzel Kulm A 7107: Bunker, 2 Kavernen ⊙ ⊙

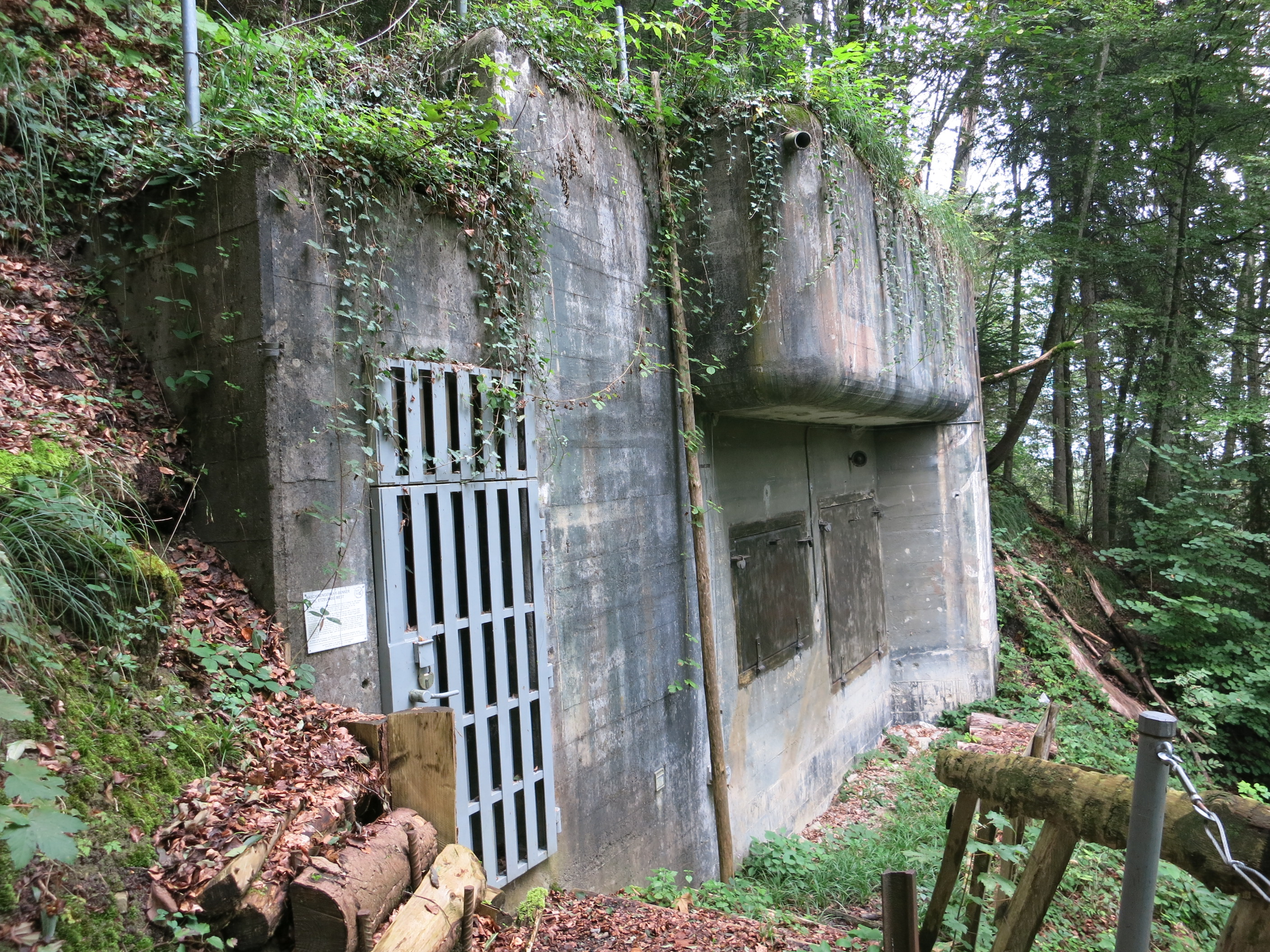
Infanteriebunker Etzelpass West A 7105
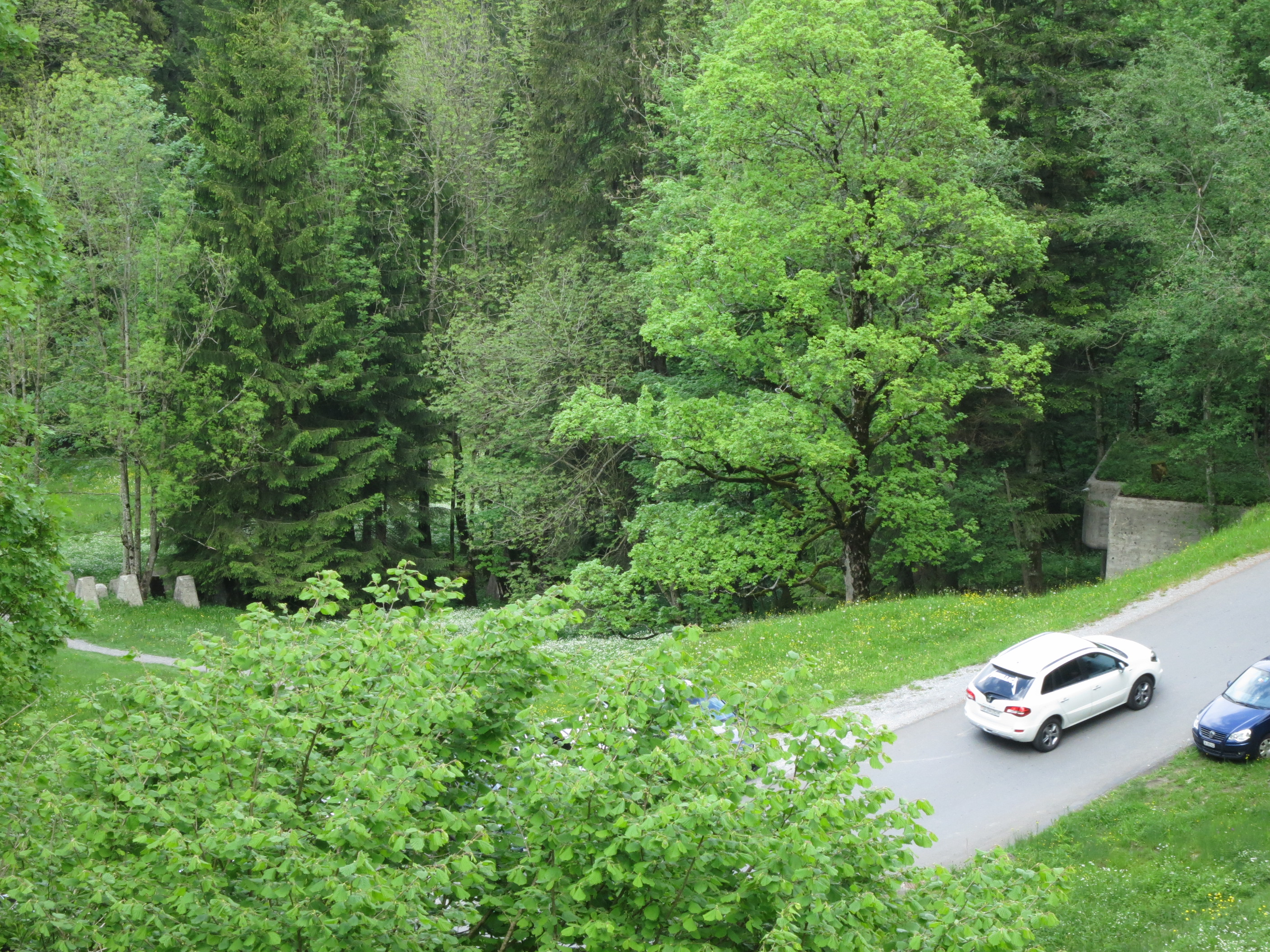
Infanteriebunker Etzelpass Ost A 7104 und GPH 3605
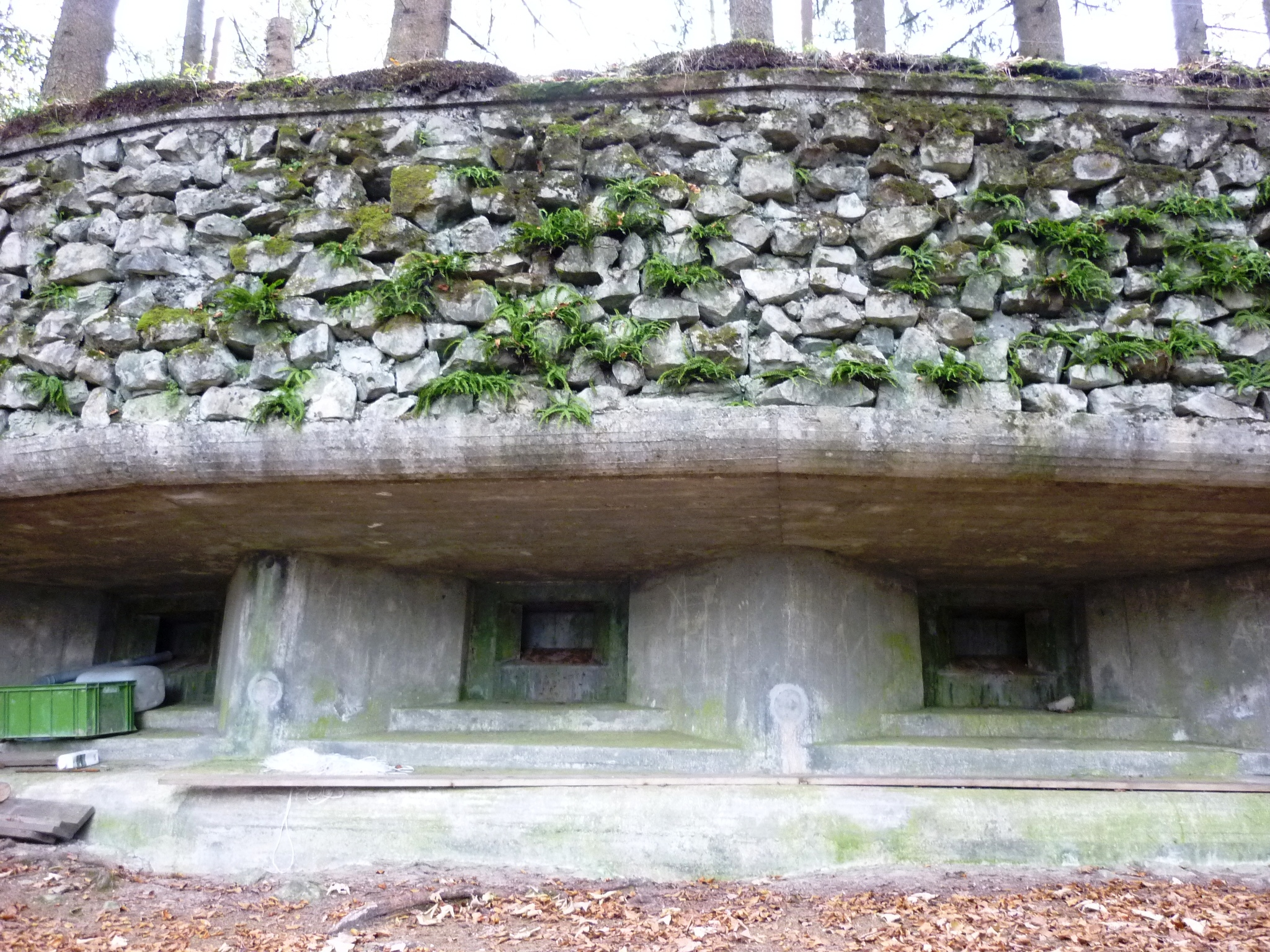
Artilleriebeobachtungswerk und Feuerleitstelle Etzel Kulm A 7107: 3 Beobachter
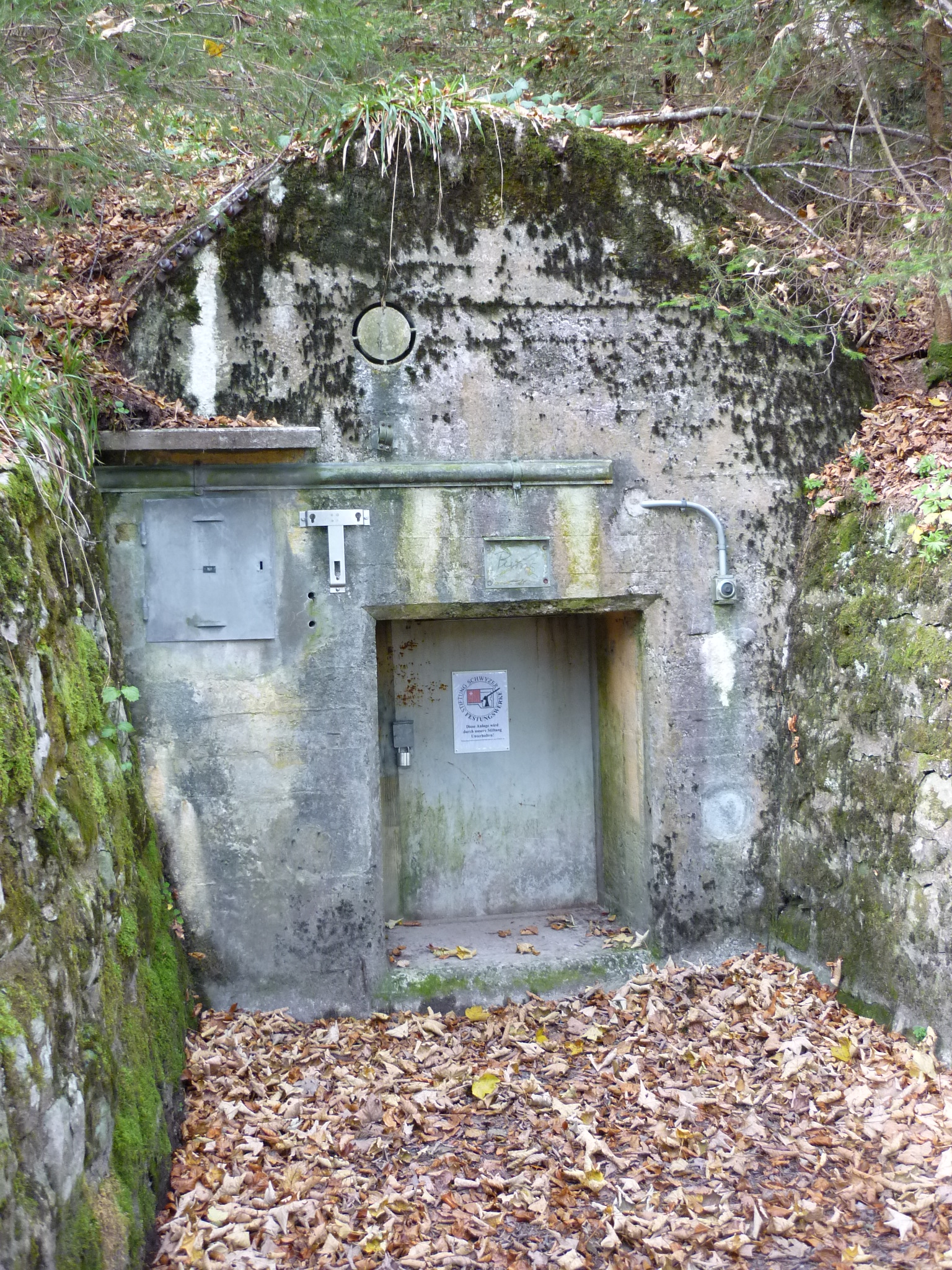
Kaverne Etzel Kulm A 7107

- Unterstand/Telefonzentrale Etzel-Rindermatten A 7108 ⊙
- Unterstand Vobag 22 Tüfelsbrugg-Etzel F 14200
- Unterstand Vobag 22 Tüfelsbrugg F 14201
- Unterstand Vobag 22 Sihlern F 14202
- Unterstand Vobag 22 Sihlern F 14203
- U4-Kugelbunker Tüfelsbrugg F 14204
- ASU 6S Etzelpass West (Kompanie-KP) F 14210
- ASU 6S Etzelpass Ost F 14211 ⊙
- ASU 6S Tüfelsbrugg F 14212
- U4 Kugelbunker Tüfelsbrugg F 14213
- Sprengobjekt Sihlbrücke Tüfelsbrugg M 2875
- GPH Etzelpass oben T 3605 ⊙
- Barrikade Waldweg-West T 3605.01
- Barrikade Etzelpass T 3605.02
- GPH Etzelpass unten T 3607 ⊙
- Barrikade Waldweg-West T 3607.01
- Barrikade Etzelstrasse unten T 3607.02
- Barrikade Feldweg-Ost T 3607.03
- GPH Meinradsbrunnen T 3607 ⊙
- Barrikade Meinradsbrunnen Strasse T 3607
- Barrikade Etzelstrasse Meinradsbrunnen T 3608
- Barrikade Strickliwald Strasse T 3609
- Barrikade Schneckenburg T 3710
- Barrikade Schönboden-Klos Strasse T 3711[3]
- GPH Lidwil «Hurdner Wäldli»: vierreihige Höcker der Sperrstelle Lidwil-Luegeten ⊙

## Teilsperre Bühl-Etzel West
Die Teilsperre Bühl-Etzel West (Armeebezeichnung Nr. 2404) hatte einen feindlichen Vormarsch aus dem Raum Zürichsee über den Etzel in den Raum Sihlsee und Innerschweiz zu verhindern. Sie wurde 1942 gebaut.
- Infanteriebunker Ragenau A 7109 ⊙
- Infanteriebunker Ragenau A 7110 ⊙
- Infanteriebunker Enzenau A 7111 ⊙
- Infanteriebunker Bühl A 7112 	⊙
- Infanteriebunker Enzenau A 7113 ⊙
- Beobachterstand Bühl A 7114 	⊙
- Infanteriebunker Büel I (abgebaut) A 7115 ⊙
- Infanteriebunker Büel II (abgebaut) A 7116 ⊙
- Infanteriebunker Büel III (abgebaut) A 7117 ⊙
- Infanteriebunker Büel IV (abgebaut) A 7118 ⊙

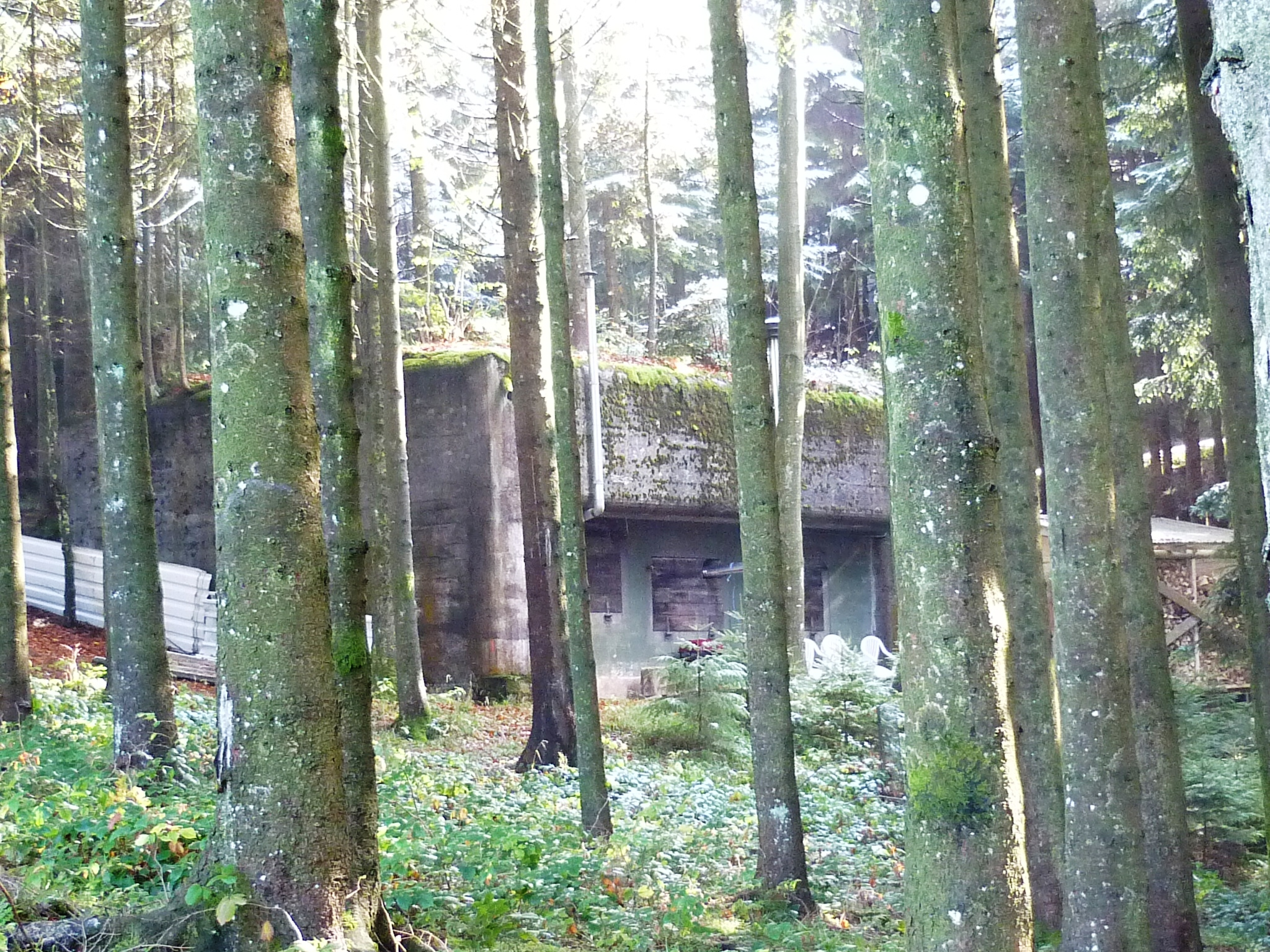
Infanteriebunker Ragenau A 7109
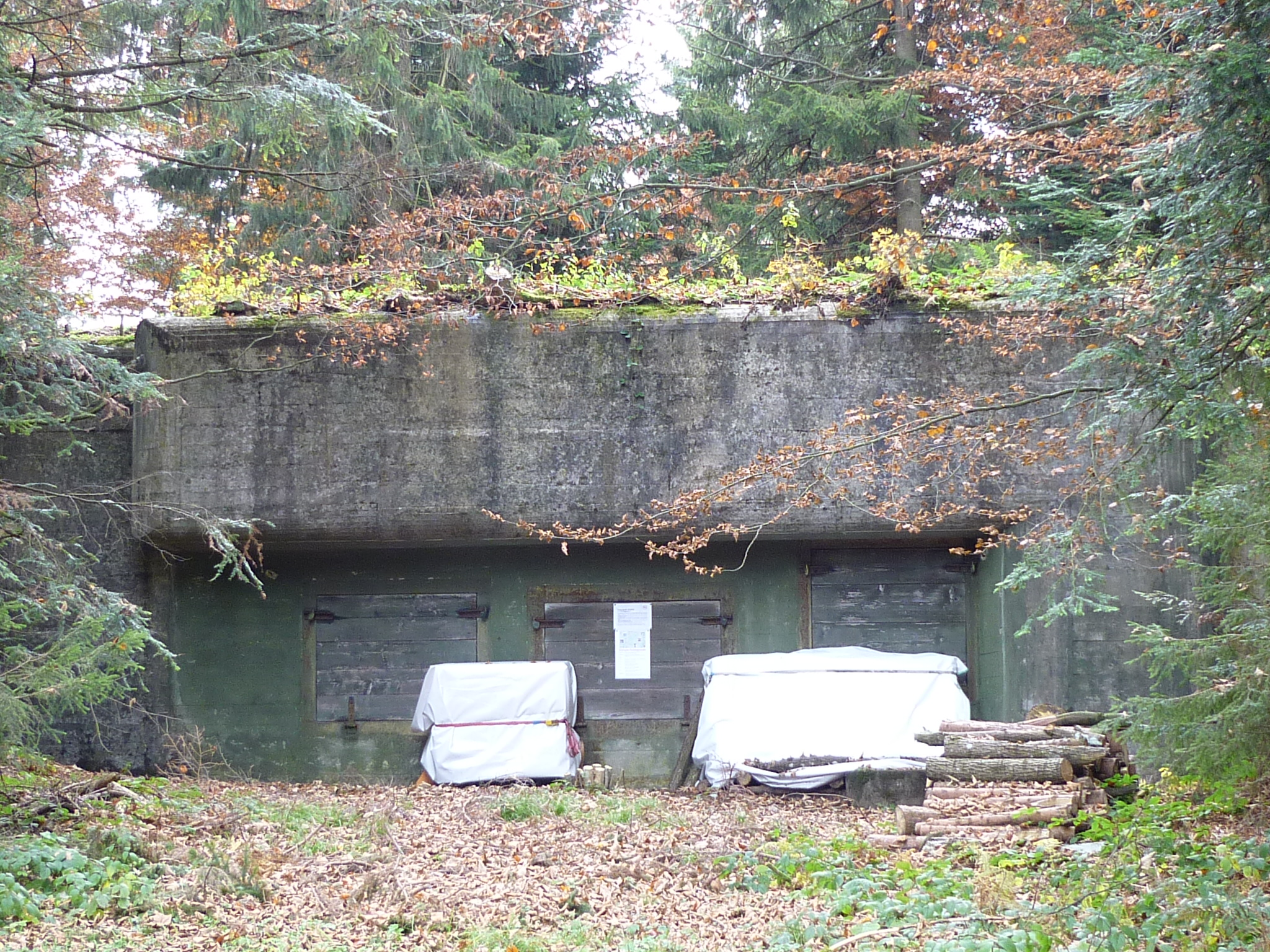
Infanteriebunker Ragenau A 7110
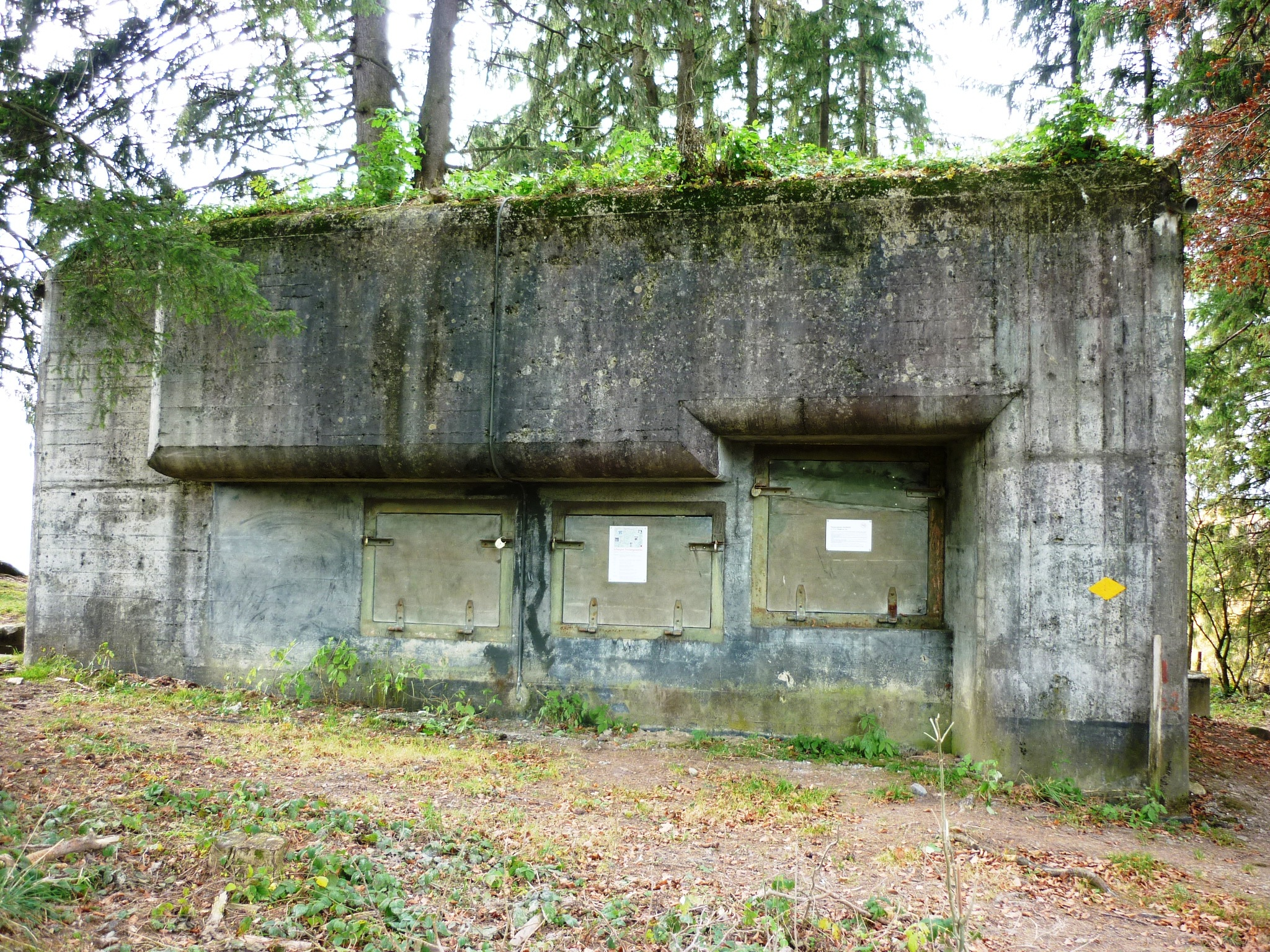
Infanteriebunker Ragenau A 7113
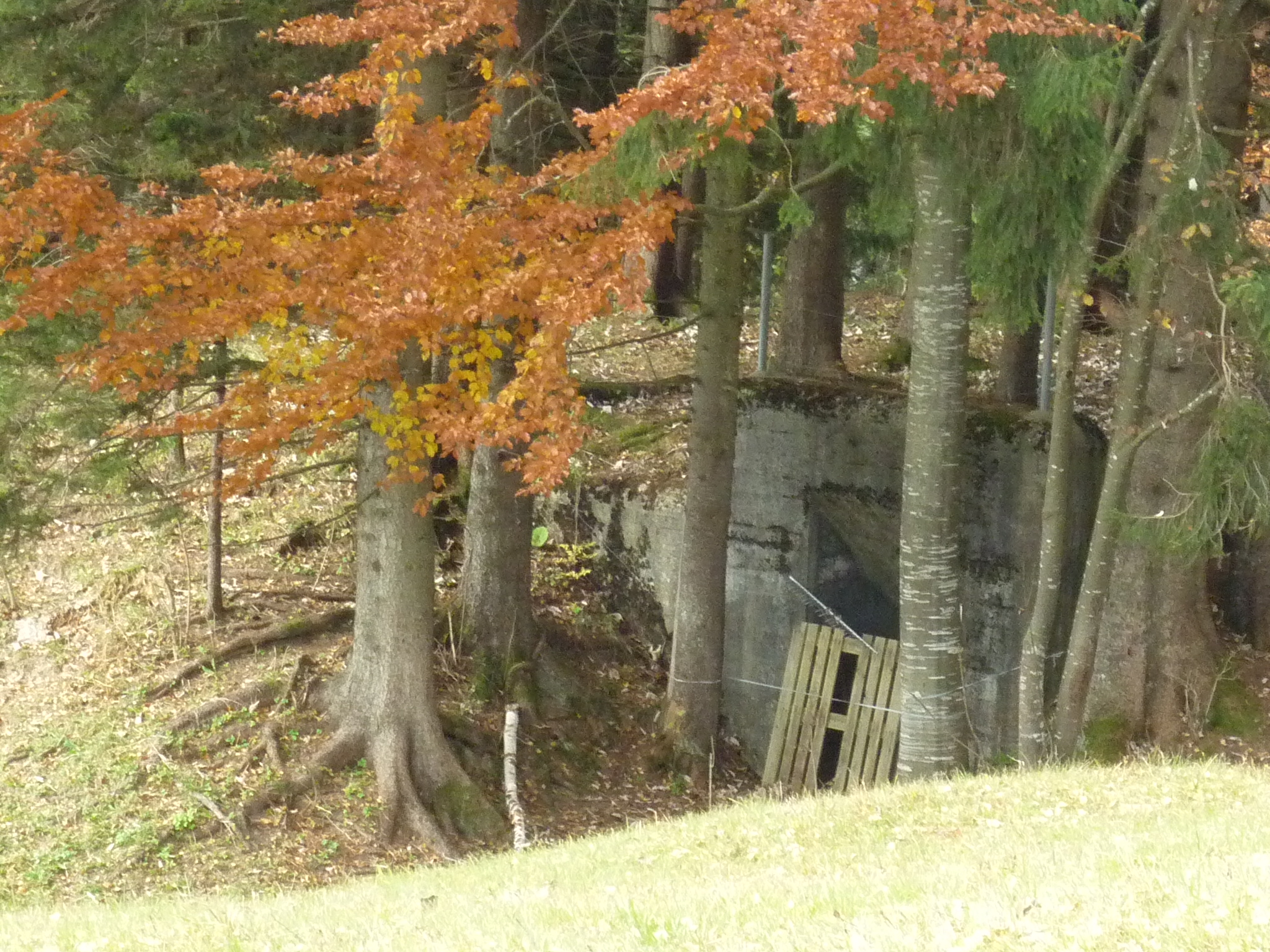
Infanteriebunker Ragenau A 7114

- Geländepanzerhindernis GPH Etzel West-Bühl-Ragenau T 3615: Höckerlinie und Tankgraben Enzenau ⊙
- Barrikade Bühl-Brücke T 3515.01
- Barrikade Bühl-Strasse T 3515.02
- Barrikade Bühl-Strasse T 3515.03
- Barrikade Büel-Nord T 3515.04
- Barrikade Enzenau im Wald T 3515.05
- Barrikade Enzenau-Waldrand T 3515.06
- Barrikade Ragenau T 3515.07
- Barrikade Nord T 3515.08
- Barrikade Süd T 3515.09[4]

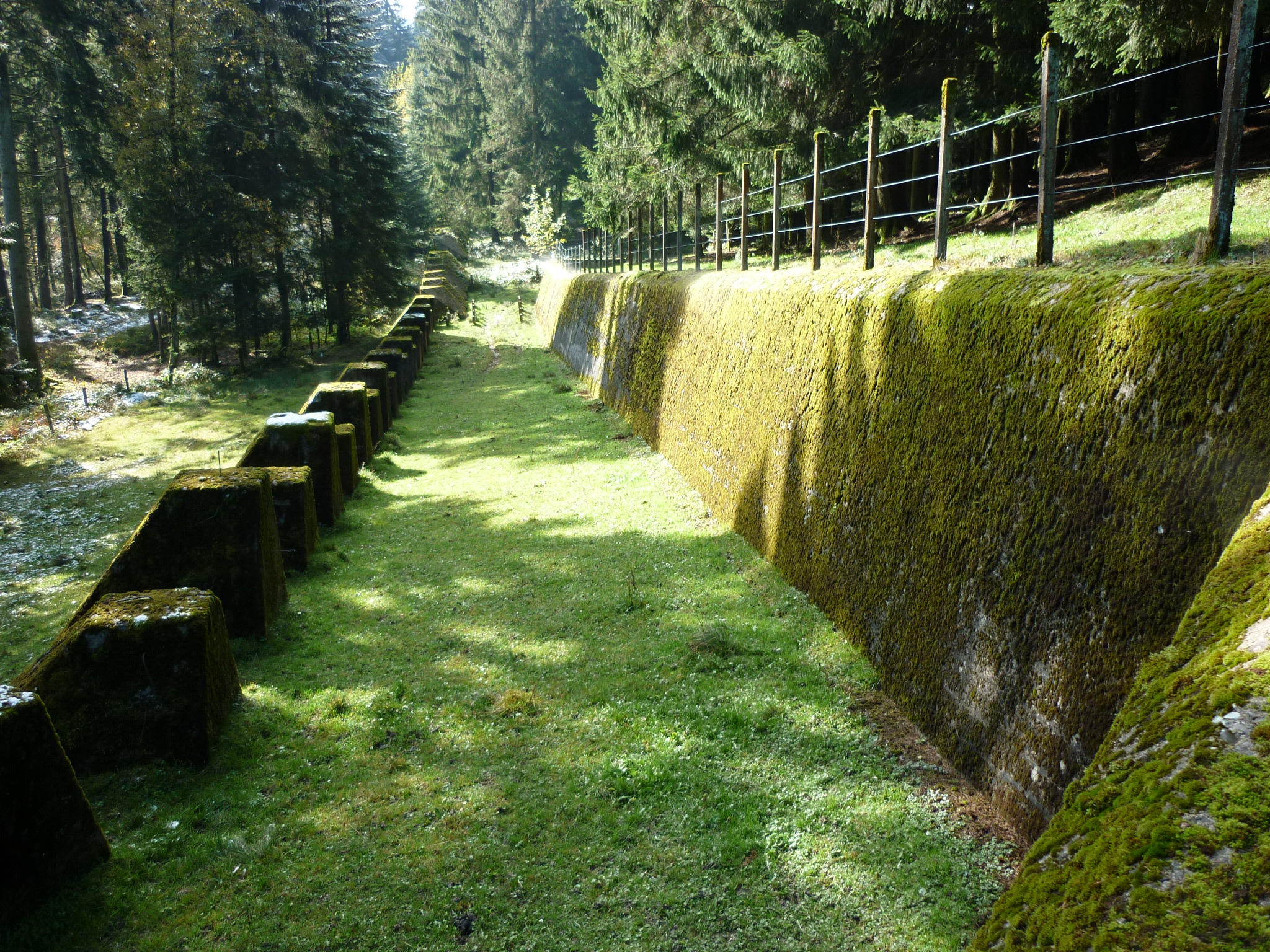
Tankgraben Enzenau T 3615
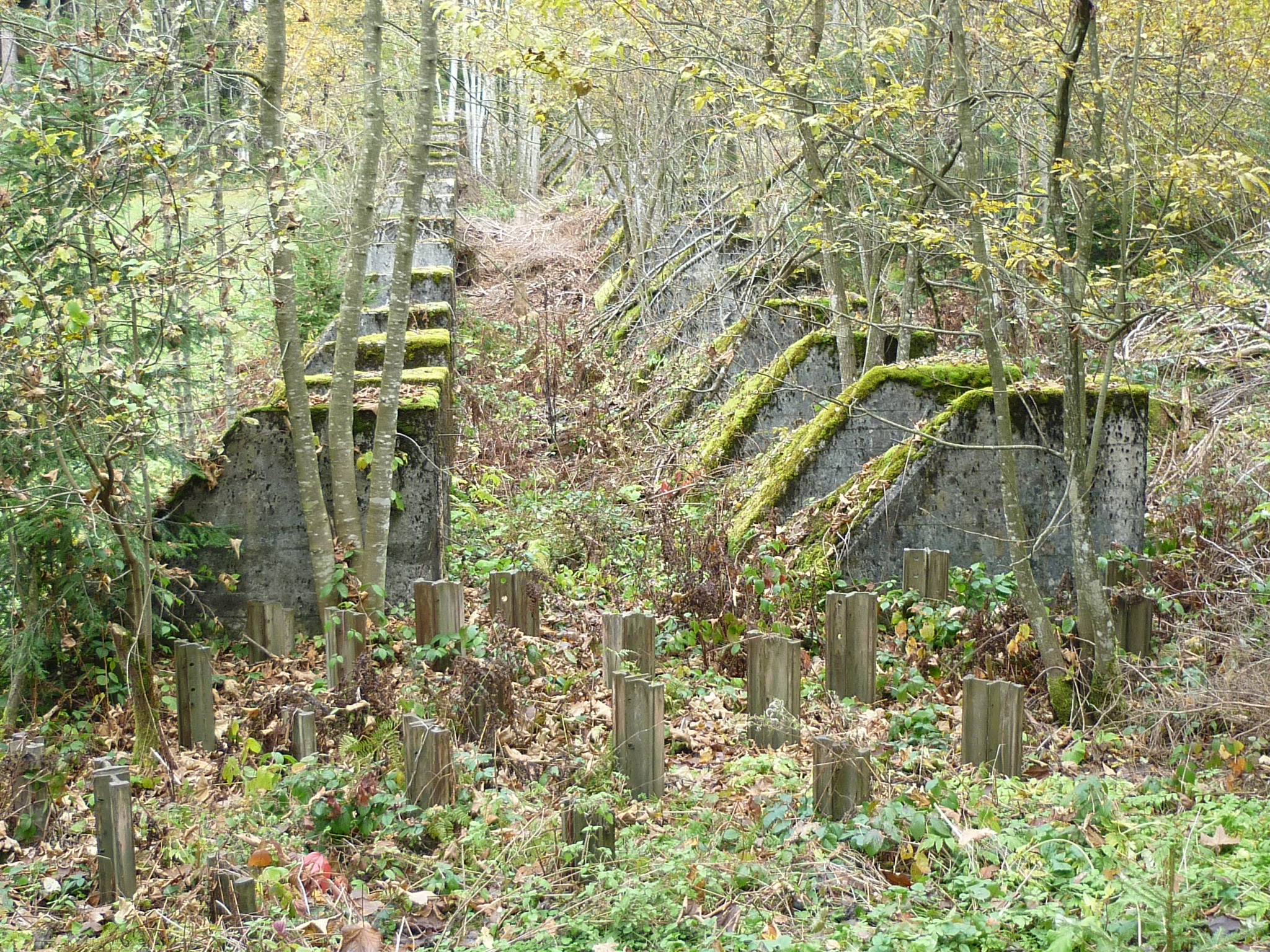
Höckerlinie T 3615
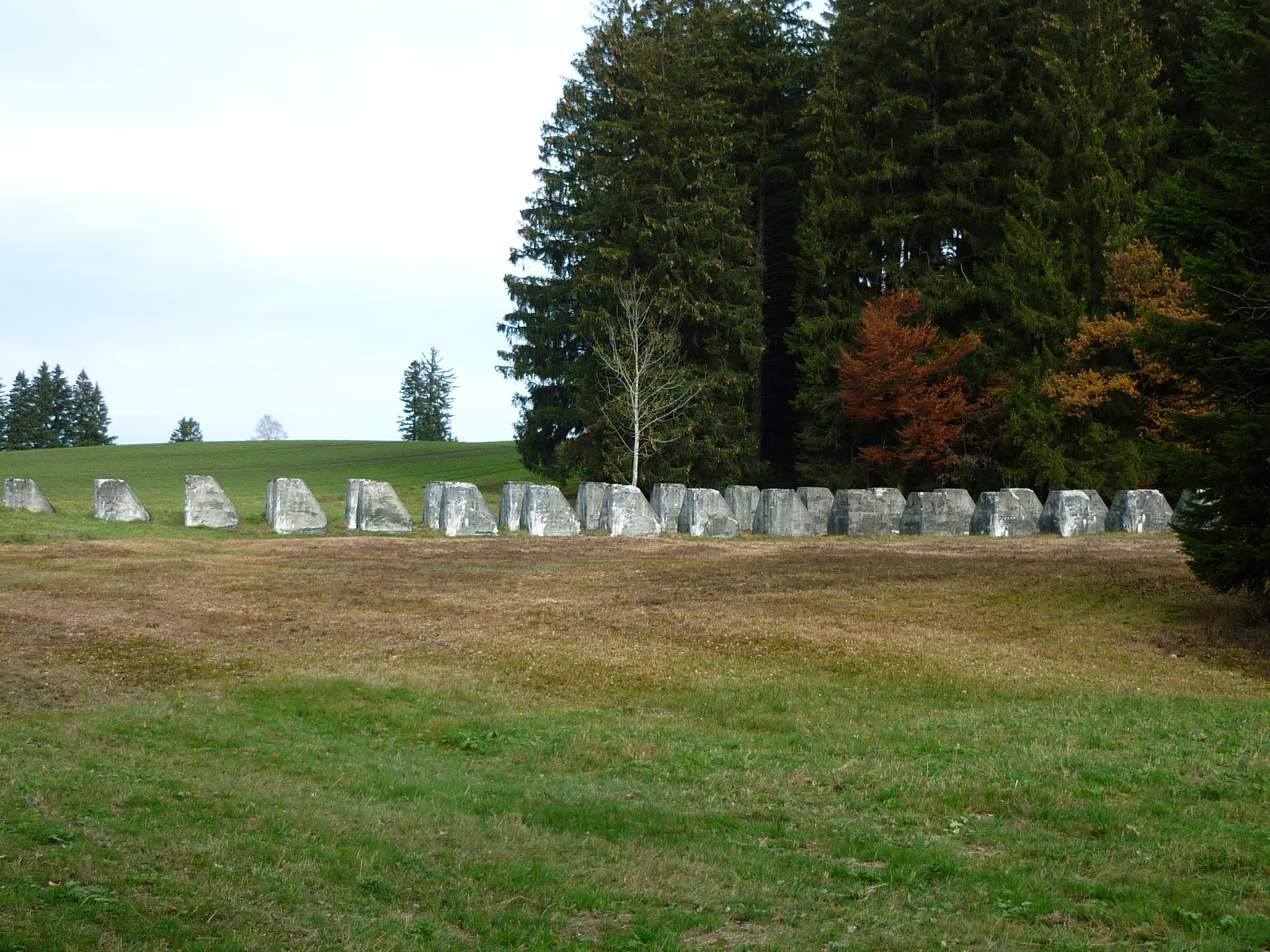
Höckerlinie T 3615
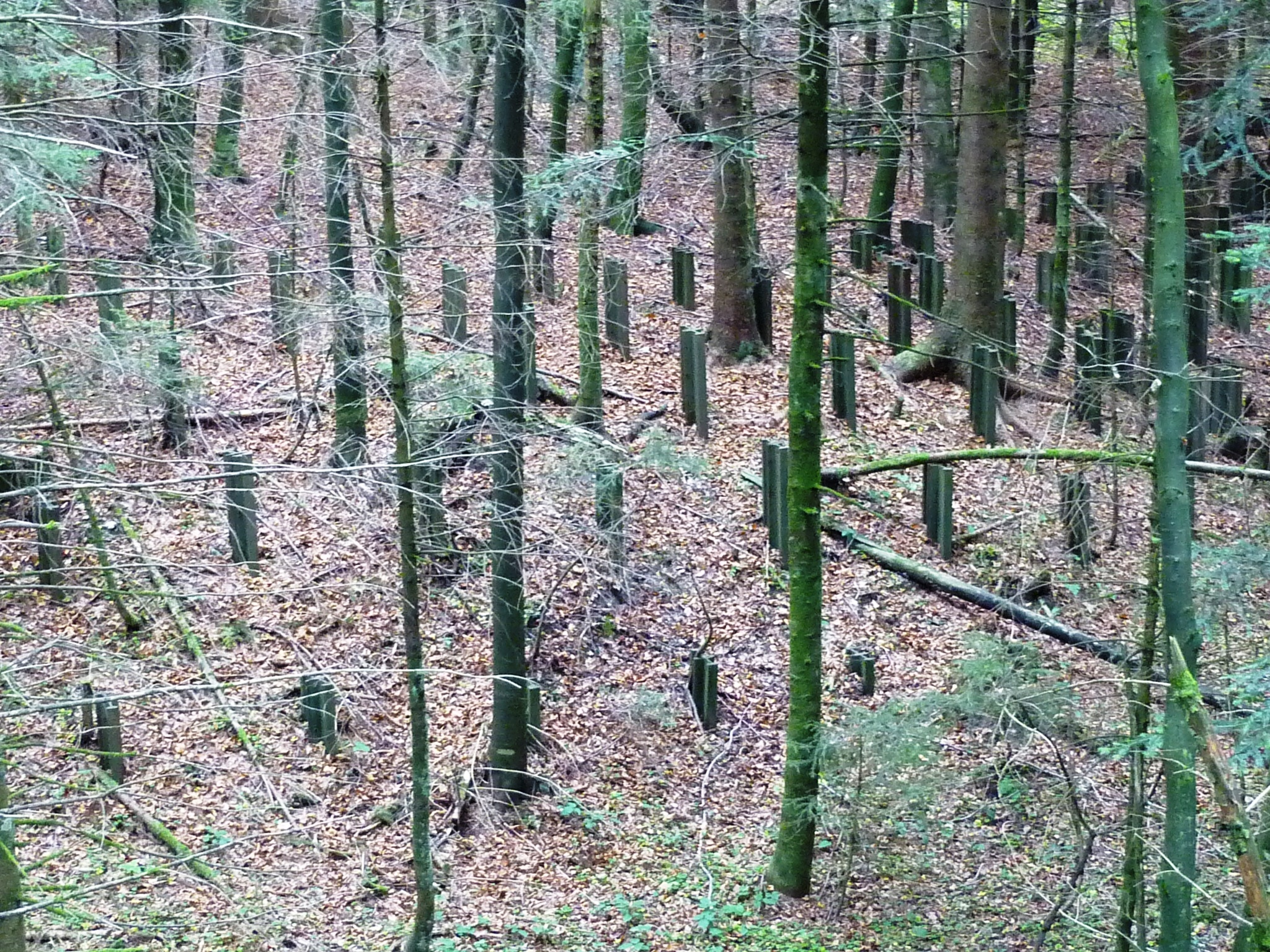
Tanksperre im Wald

## Teilsperre Schlagberg (Schlapprig)
Die Sperre Schlagberg hatte die Aufgabe, nach einem Durchbruch der Sperrstelle Etzel einen Vorstoss in Richtung Sihlsee-Ibergeregg und Rothenthurm zu verhindern. Die 1941 erbauten beiden Bunker waren ursprünglich mit je einer 24-mm-Panzerabwehr-Befestigungskanone (später Mg) und Beob/Lmg ausgerüstet. Sie waren zweigeschossig, oben befand sich der Kampfraum und unten die Unterkunft.
Zur Sperre Schlagberg gehörten zwei Infanteriebunker und drei Unterstände:
- Infanteriebunker Schlagberg West A 7080 ⊙
- Infanteriebunker Schlagberg Ost A 7081 ⊙
- Unterstand (Telefonzentrale Kniewegbach) A 7082
- Unterstand (Telefonzentrale Brandegg) A 7083
- Unterstand (Telefonzentrale Halti) A 7084
- Zweireihiges Geländepanzerhindernis GPH Schlagberg T 3616 (abgebaut)
- Barrikade Schlagberg T 3616.01
- Unterstand Schlagberg-Langrüti 1 A 7076
- Unterstand Schlagberg-Langrüti 2 A 7077

## Teilsperren Staudamm und Sulzthal
- Infanteriebunker Staudamm-Wärterhaus A 7078 ⊙
- Infanteriebunker Staudamm-See A 7079 ⊙
- GPH Staudamm-Sihlsee T 3617
- Barrikade Staudamm T 3617.01
- Unterstand Sulzthal-Süd A 7064 ⊙
- Unterstand Sulzthal-Süd A 7065 ⊙
- Unterstand Sulzthal-Nord A 7070 ⊙
- Unterstand Sulzthal-Nord A 7071 ⊙

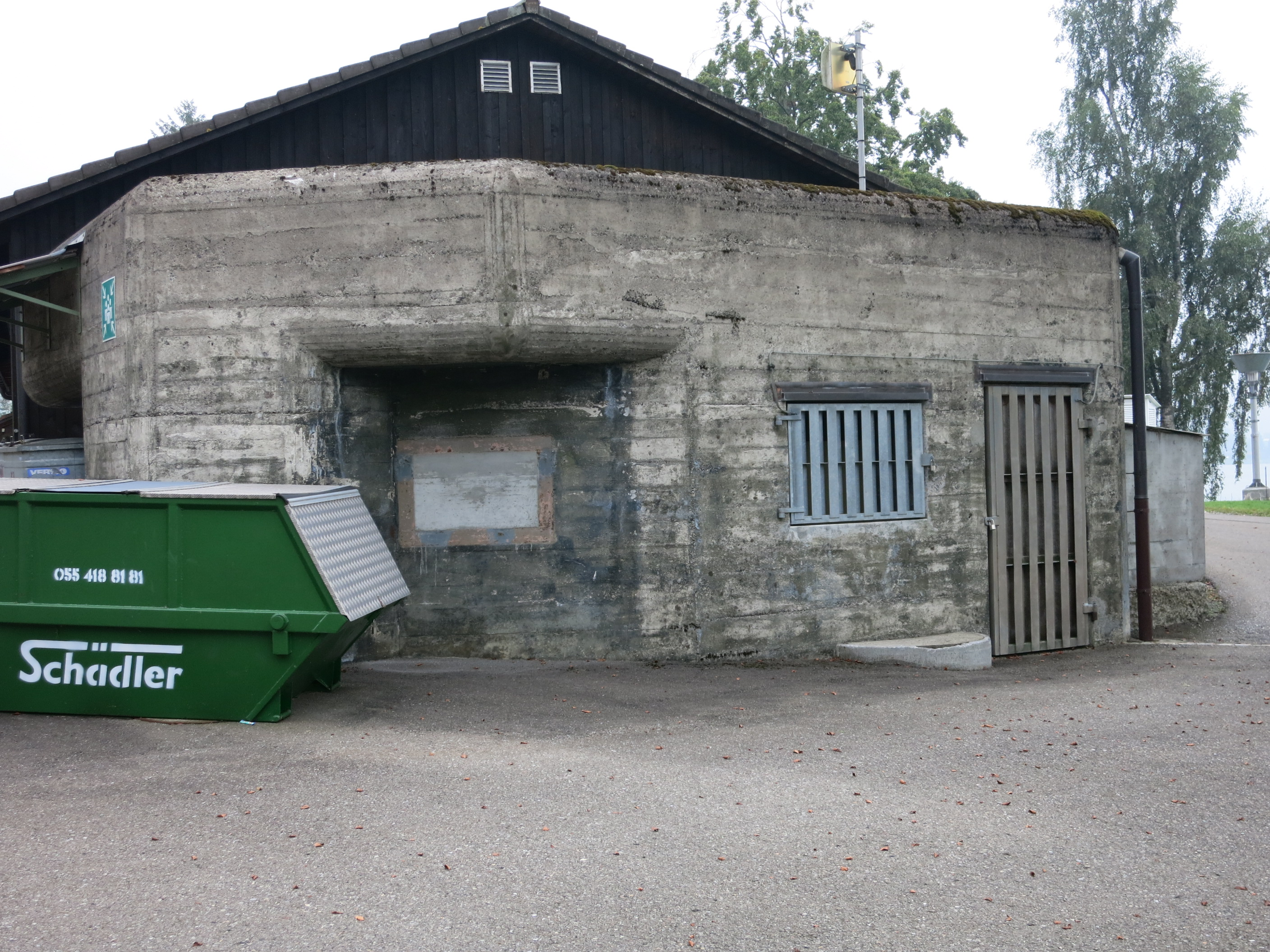
Infanteriebunker Staudamm-Wärterhaus A 7078
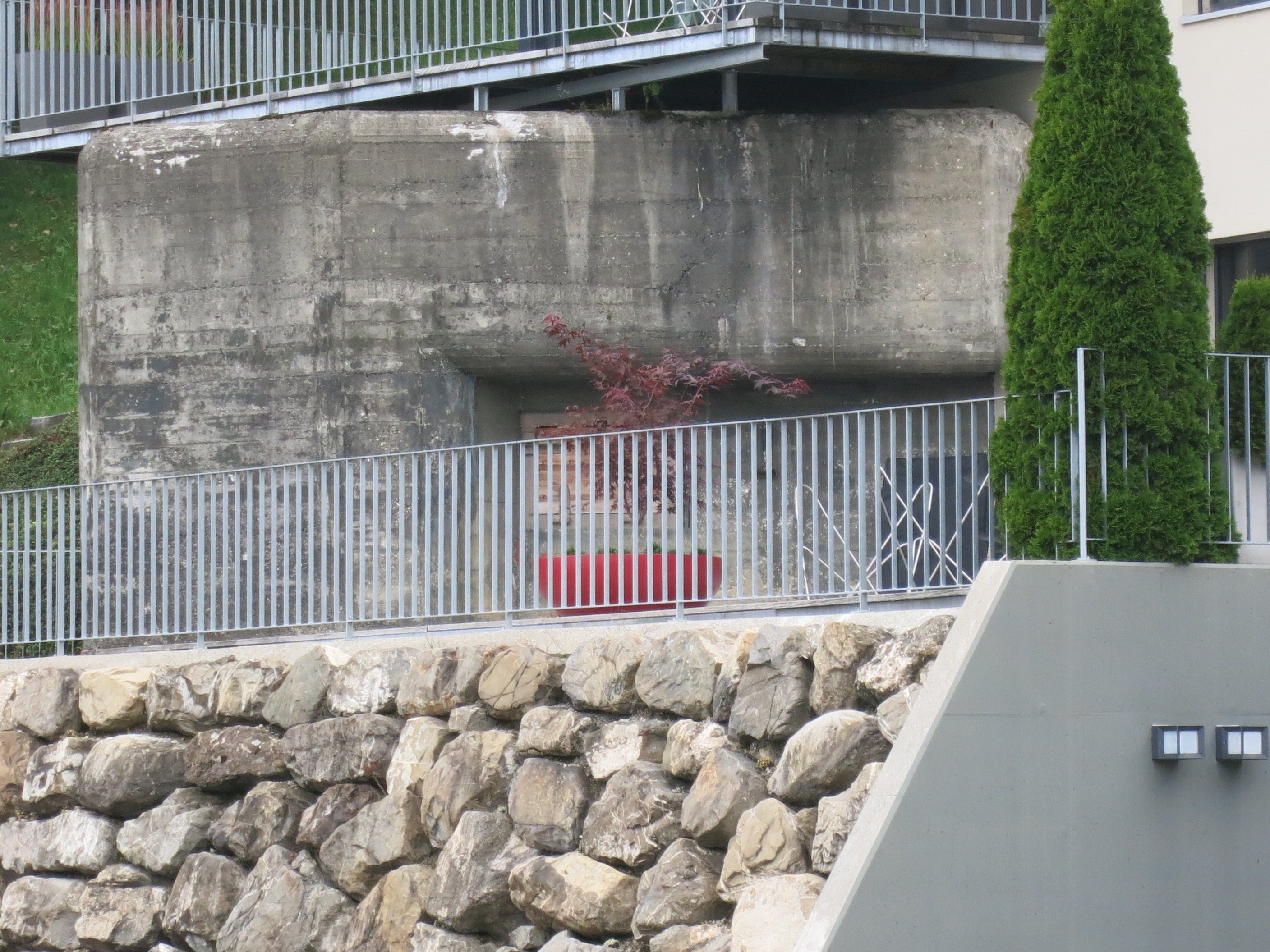
Infanteriebunker Staudamm-See A 7079

## Festungsartillerie Sattel
Der Kampf der Infanterie wurde mit dem Feuer der Artillerie aus dem Raum Sihlsee (7. Division) und dem Raum Rothenthurm-Sattel-Arth (6. Division) wie der Festungsartillerie Sattel unterstützt. Die Feldartillerieabteilung 19 hatte ihren Stellungsraum in Sulzthal, die Feldartillerieabteilung 21 in Willerzell-Rickenthal und die Schwere Motorkanonenabteilung 7 in Gross-Obergross, von wo sie in den Raum Oberegg-Bühl wirken konnten.

## Stiftung Schwyzer Festungswerke und Bunkerlehrpfad
Die Stiftung Schwyzer Festungswerke ist eine Stiftung mit dem Zweck, das militärhistorische Erbe der Schweizerischen Eidgenossenschaft im Kanton Schwyz zu sichern und zu pflegen.
Der Bunker-Geschichtslehrpfad Etzel startet beim Restaurant Büel oberhalb Schindellegi und führt, als Wanderweg markiert, über zwei Kilometer an sechs Posten vorbei über den Etzel Kulm bis Etzelpass.